# Come Down, Someone Wants You
Come Down, Someone Wants You (tiếng Pháp: Descendez, on vous demande) là một bộ phim hài của Pháp năm 1951 do Jean Laocity đạo diễn và có sự tham gia của Noëlle Norman, Daniel Clérice và Paulette Dubost. Bộ phim dựa trên vở kịch cùng tên năm 1946 của Jean de Letraz.
Bộ phim được thiết kế bởi giám đốc nghệ thuật Rino Mondellini.

## Diễn viên
- Noëlle Norman trong vai Sylvette de Vignolles
- Daniel Clérice trong vai Francis Ardelles
- Paulette Dubost trong vai Irène
- Jean Tissier trong vai Léonard de Vignolles
- Jacques Dynam trong vai Gilbert
- Jean-Jacques trong vai Charley
- Christiane Sertilange trong vai Loulou
- Pauline Carton trong vai Ursule, la bonne
- Grillon trong vai Le camionneur